# Palmito

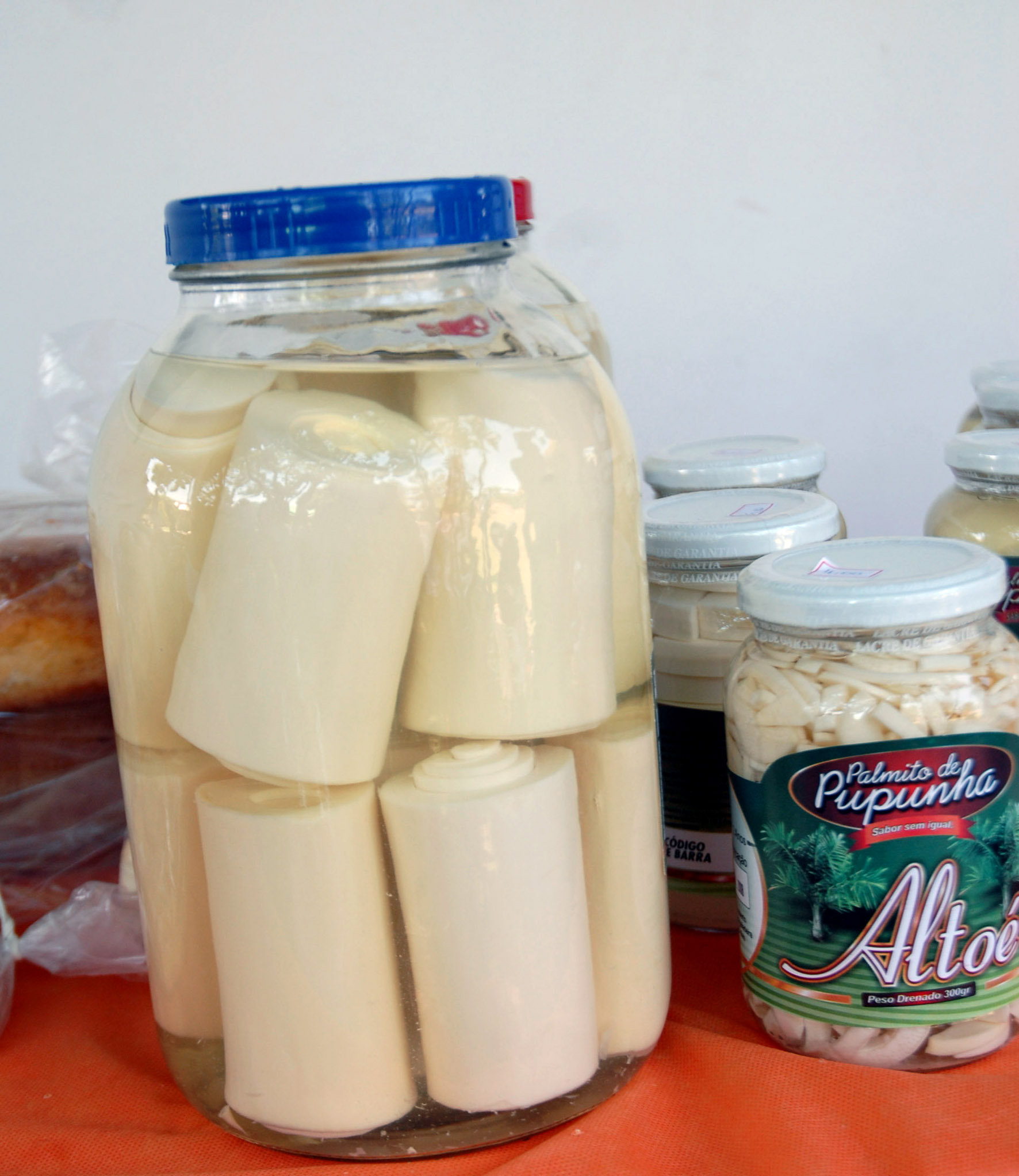
Cuore di palma.

Il palmito o più comunemente cuore di palma è un tipo di alimento ricavato da alcuni tipi di palma, come l'açaì, il babaçu, la juçara, il chontaduro.

## Paesi produttori e consumatori

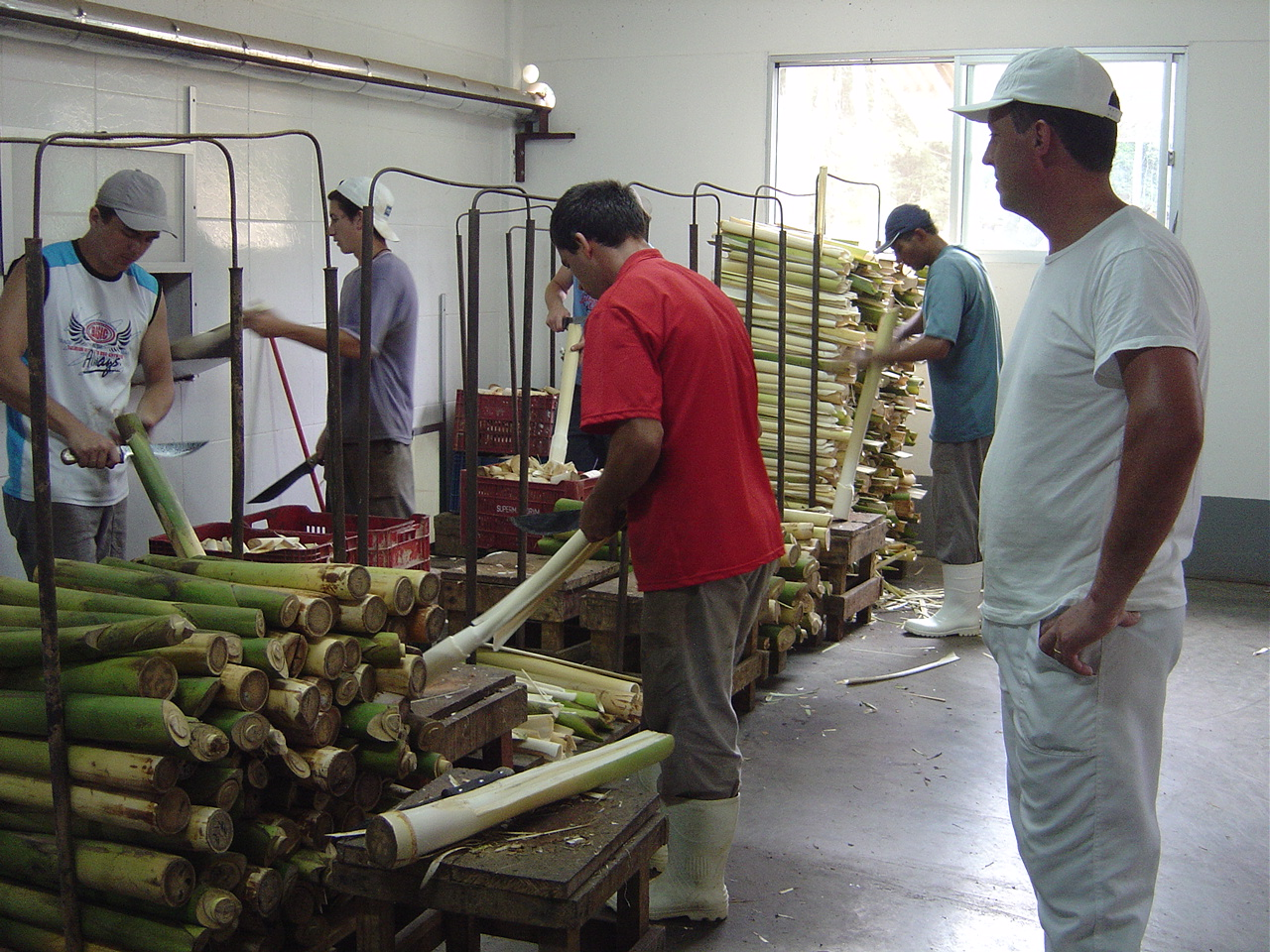
Produzione di Palmito in Brasile.

Queste specie di palme vengono coltivate soprattutto in Sudamerica, Brasile, Ecuador, Paraguay e Argentina, nelle zone paludose e lungo i fiumi tropicali. Storicamente il Brasile era il maggior produttore ed esportatore del palmito, ruolo che ora spetta all'Ecuador, che a partire dagli anni novanta è divenuto il maggior punto di riferimento per l'approvvigionamento di questo alimento nel mondo.
Il maggior importatore al mondo è la Francia, seguita da Argentina, Stati Uniti, il cui mercato è soddisfatto in buona parte dalla produzione costaricana, e Cile.

## Caratteristiche
Il cuore di palma vero e proprio è il midollo della parte vegetativa posta sulla sommità di alcune varietà di palma: Euterpe oleracea, Bactris gasipae, Euterpe edulis. Per ricavare il midollo è necessario che la palma abbia almeno 10-15 anni, quando può raggiungere i 20 metri d'altezza ed essere abbattuta per la raccolta.
Il cuore della palma può arrivare a pesare 3 kg, ed è ricoperto da foglie fibrose non commestibili. Il palmito rappresenta ecologicamente un grande spreco, dato che per ricavare 1 kg di palmito bisogna abbattere 2 palme; negli ultimi anni però il palmito viene ricavato soprattutto dalle palme abbattute per la creazione di strade.

## Valori nutrizionali
Il palmito ha 2,4 g di fibre, 2,52 g di proteine, 7,9 mg di vitamina C, 3,6 mg di ferro, 1,39 mg di manganese e, se in salamoia, 426 mg di sodio, per 100 g di prodotto.